# Верхнебельский сельсовет (Амурская область)
Верхнебе́льский сельсове́т — упразднённое сельское поселение в Ромненском районе Амурской области.
Административный центр — село Верхнебелое.

## История
29 ноября 2004 года в соответствии Законом Амурской области № 382-ОЗ муниципальное образование наделено статусом сельского поселения.
Законом Амурской области от 7 мая 2015 года № 534-ОЗ,
Поздеевский и Верхнебельский сельсоветы объединены в Поздеевский сельсовет.

## Население
| 2002 | 2010 | 2011 | 2012 | 2013 | 2014 | 2015 |
| ---- | ---- | ---- | ---- | ---- | ---- | ---- |
| 637  | ↘467 | ↘464 | ↘456 | ↘448 | ↘446 | ↘441 |

## Состав сельского поселения
| № | Населённый пункт | Тип населённого пункта       | Население |
| - | ---------------- | ---------------------------- | --------- |
| 1 | Верхнебелое      | село, административный центр | ↘261      |
| 2 | Новороссийка     | село                         | →148      |